# Lazduona (přítok Dubysy)
Lazduona je říčka 2. řádu na jihu Litvy v okrese Kaunas, levý přítok řeky Dubysa, do které se vlévá 1,5 km západně od vsi Purviškiai, 2 km východně od města Seredžius, 2,2 km od jejího ústí do Němenu. Pramení na jižním okraji obce Liučiūnai, 5 km na východ od městečka Čekiškė. Prvních 12,4 km je regulováno. Teče zpočátku v celkovím směru západním, po soutoku s Giaušė se stáčí k jihovýchodu, po soutoku s říčkou Krūvanda se stáčí k jihu. Protéká rybníkem Purviškių tvenkinys (28,1 ha), za kterým se pozvolna stáčí k jihovýchodu až do soutoku s řekou Dubysa. Řeka teče při hrancích okresu, v jeho severozápadním cípu.

## Přítoky
- Levé:

| Hydrologické pořadí | Řeka     | Délka (km) | Povodí (km²) | Vzdálenost od ústí (km) | Ústí kde                             | Koordináty ústí                 |
| ------------------- | -------- | ---------- | ------------ | ----------------------- | ------------------------------------ | ------------------------------- |
|                     | Upis     | 1,6        |              |                         | Dokiai                               | 55°8′31″ s. š., 23°33′33″ v. d. |
|                     | Geldupis | 0,6        |              |                         | Kairiai                              | 55°8′22″ s. š., 23°32′20″ v. d. |
| 14010654            | Krūvanda | 4,0        | 6,0          | 4,3                     | Krūvandai                            | 55°7′22″ s. š., 23°30′18″ v. d. |
|                     | Karpupis | 0,27       |              |                         | Krūvandai                            | 55°7′4″ s. š., 23°30′12″ v. d.  |
|                     | Juodupis |            |              |                         | Palazduonys                          | 55°6′54″ s. š., 23°30′3″ v. d.  |
| 14010655            | Trydupys | 2,7        | 8,6          | 4,3                     | rybník Purviškių tvenkinys, Juodžiai | 55°6′3″ s. š., 23°29′3″ v. d.   |
|                     | Stošupys | 3,0        |              |                         | Buivydai                             | 55°5′23″ s. š., 23°27′58″ v. d. |

- Pravé:

| Hydrologické pořadí | Řeka    | Délka (km) | Povodí (km²) | Vzdálenost od ústí (km) | Ústí kde    | Koordináty ústí                 |
| ------------------- | ------- | ---------- | ------------ | ----------------------- | ----------- | ------------------------------- |
|                     | Botupis | 1,4        |              |                         | Aukštdvaris | 55°8′42″ s. š., 23°34′45″ v. d. |
| 14010651            | Giaušė  | 6,5        | 14,8         | 10,2                    | Antakalniai | 55°8′15″ s. š., 23°31′31″ v. d. |
| 14010653            | Lašiša  | 3,8        | 6,7          | 8,2                     | Krūvandai   | 55°7′32″ s. š., 23°30′27″ v. d. |